# Igeltjärnen (Hjulsjö socken, Västmanland)
Igeltjärnen är en sjö i Hällefors kommun i Västmanland och ingår i Norrströms huvudavrinningsområde.